# 貝雷日尼齊亞河 (利姆尼齊亞河支流)

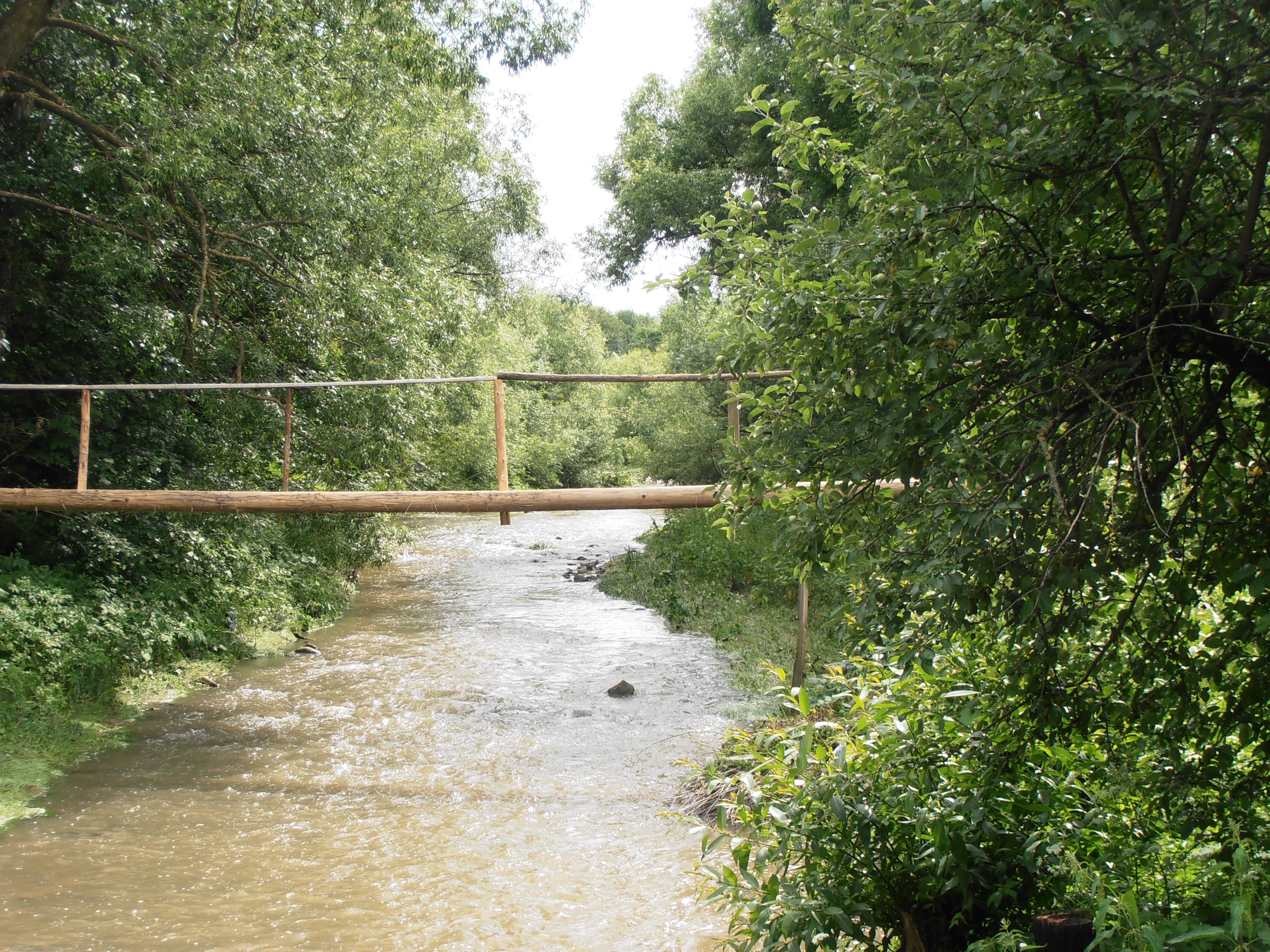

別列日尼齊亞河（烏克蘭語：Бережниця），是烏克蘭的河流，位於該國西部，屬於利姆尼齊亞河的支流，流經伊萬諾-弗蘭科夫斯克州，河口處在皮德米海利亞附近，河道全長45公里。